# Jogos Mundiais de 2009
Os Jogos Mundiais de 2009 aconteceram em Kaohsiung, Taipé Chinês, entre 16 e 26 de julho. Esse evento é caracterizado pela presença de esportes reconhecidos pelo Comitê Olímpico Internacional, que não fazem parte do programa olímpico. Os Jogos são o maior evento multi-esportivo já realizado em Taipé Chinês em todos os tempos.
Kaohsiung foi confirmada sede dos Jogos Mundiais de 2009 em 14 de julho de 2004, na sede da Associação Internacional dos Jogos Mundiais.
A delegação chinesa não participou da cerimônia de inauguração, em protesto contra a presença do presidente taiuanês, Ma Ying-jeou.

## Marketing

### Logotipo
O logotipo dos Jogos Mundiais de 2009 é um fita enrolada numa forma que representa o primeiro caractere chinês do nome da cidade, "kao" (高; "superior"). As cores (laranja, magenta, verde e azul) representam o sol e o oceano.

### Mascotes
Gao Mei e Syong Ge são os mascotes dos Jogos de Kaohsiung. Com formato de gotas, os mascotes possuem, no alto da cabeça, uma esfera para absorver energia solar (assim como o teto do World Games Stadium). Suas cores (azul e rosa) representam afabilidade e hospitalidade.

## Esportes

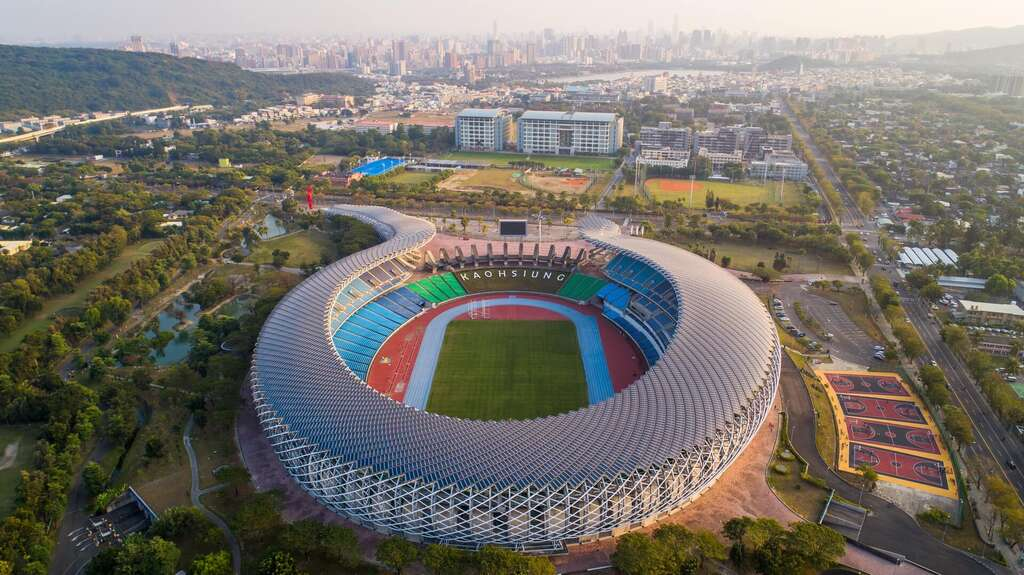
World Games Stadium, sede das cerimônias de abertura e de encerramento, do ultimate frisbee e do rugby sevens.

Os trinta e um esportes[a] estão classificados em seis grupos:
| Dança e arte | Esportes com bola | Artes marciais |
| --- | --- | --- |
| - Dança esportiva - Ginástica acrobática - Ginástica aeróbica - Ginástica de trampolim[b] - Ginástica rítmica[b] - Patinação artística sobre rodas | - Caiaque polo - Corfebol - Punhobol - Handebol de praia D - Raquetebol - Rugby sevens - Softbol D - Squash - Tchoukball D | - Caratê - Jiu-jitsu - Sumô - Wushu D |
| Esportes de precisão | Esportes de força | Esportes de orientação |
| - Bilhar - Boliche - Boules - Tiro com arco[c] | - Cabo de guerra - Fisiculturismo - Levantamento de peso[d]                                                                | - Barco Dragão D - Escalada - Esqui aquático - Hóquei sobre patins - Natação com nadadeiras - Orientação - Paraquedismo - Patinação de velocidade - Salvamento - Ultimate frisbee |

Os esportes marcados com "D" são esportes de demonstração nos Jogos de Kaohsiung e não fazem parte do programa dos Jogos Mundiais.
- a As quatro modalidades de ginástica são contadas como apenas um esporte, assim como as três modalidades da patinação.
- b As ginásticas rítmica e de trampolim fazem parte do programa olímpico, mas as provas disputadas nos Jogos Mundiais são diferentes.
- c O tiro com arco faz parte do programa olímpico, mas a versão disputada nos Jogos Mundiais é a modalidade em campo aberto, com alvos de diferentes tamanhos e a diferentes distâncias (no tiro com arco olímpico os alvos possuem medidas iguais e a distância é a mesma durante todo o torneio).[9]
- d O levantamento de peso faz parte do programa olímpico, mas a versão disputada nos Jogos Mundiais é a do levantamento básico, técnica diferente da olímpica.[10]

## Países participantes
95 países participaram dos Jogos Mundiais de 2009:
| Lista de países participantes | Lista de países participantes | Lista de países participantes | Lista de países participantes |
| --- | --- | --- | --- |
| - África do Sul - Alemanha - Argentina - Austrália - Áustria - Azerbaijão - Bahamas - Bélgica - Benim - Bielorrússia - Bolívia - B.-Herzegoniva - Brasil - Bulgária - Canadá - Cazaquistão - Chile - China - Colômbia - Coreia do Sul - Costa Rica - Croácia - Dinamarca - Egito | - El Salvador - Emir. Ár. Unidos - Equador - Eslovênia - Eslováquia - Espanha - Estados Unidos - Estónia - Fiji - Filipinas - Finlândia - França - Geórgia - Grécia - Guatemala - Hong Kong - Hungria - I. V. Britânicas - Indonésia - Índia - Irão - Irlanda - Iraque - Israel | - Itália - Japão - Kuwait - Letônia - Lituânia - Luxemburgo - Macau - Macedônia do Norte - Madagáscar - Malásia - Marrocos - México - Moldávia - Mongólia - Montenegro - Myanmar - Noruega - Nova Zelândia - Omã - Países Baixos - Paquistão - Peru - Polónia - Portugal | - Porto Rico - Catar - Quirguistão - Rep. Checa - Rep. Dominicana - Reino Unido - Roménia - Rússia - Senegal - Sérvia - Singapura - Suíça - Suécia - Tailândia - Tanzânia - Taiwan - Tunísia - Turquia - Ucrânia - Uruguai - Uzbequistão - Venezuela - Vietnã |

## Calendário
As caixas em azul representam uma competição ou um evento qualificatório em determinada data. As caixas em amarelo representam um dia de competição valendo medalha. O número dentro das caixas amarelas representa a quantidade de finais no dia. A coluna T representa o total de finais do esporte.
| ● | Cerimônia de abertura | ● | Competições | ● | Finais de competições | ● | Cerimônia de encerramento |

| Julho                   | 16 | 17 | 18 | 19 | 20 | 21 | 22 | 23 | 24 | 25 | 26 | Finais | Local                                   |
| ----------------------- | -- | -- | -- | -- | -- | -- | -- | -- | -- | -- | -- | ------ | --------------------------------------- |
| Cerimônias              | ●  |    |    |    |    |    |    |    |    |    | ●  |        | World Games Stadium                     |
| Dança e arte            |    |    |    |    |    |    |    |    |    |    |    |        |                                         |
| Dança esportiva         |    |    |    |    |    |    |    |    | 1  | 2  |    | 3      | Arena Kaohsiung                         |
| Ginástica acrobática    |    |    |    |    | 2  | 2  | 1  |    |    |    |    | 1      | Arena Kaohsiung                         |
| Ginástica aeróbica      |    |    |    |    |    |    |    |    | 2  | 3  |    | 5      | Centro Cultural Jhihde Hall             |
| Ginástica de trampolim  |    |    |    |    | 1  | 2  | 3  |    |    |    |    | 6      | Arena Kaohsiung                         |
| Ginástica rítmica       |    | 2  | 2  |    |    |    |    |    |    |    |    | 4      | Arena Kaohsiung                         |
| Patinação artística     |    |    |    |    |    |    | 4  |    |    |    |    | 4      | Ginásio da Univ. I-Shou                 |
| Esportes com bola       |    |    |    |    |    |    |    |    |    |    |    |        |                                         |
| Caiaque polo            |    |    | 2  |    |    |    |    |    |    |    |    | 2      | Represa de Lotus                        |
| Corfebol                |    |    |    |    |    | 1  |    |    |    |    |    | 1      | Ginásio NKNU                            |
| Handebol de praia       |    |    |    |    | 2  |    |    |    |    |    |    | 2      | Baía de Sizihwan                        |
| Punhobol                |    |    |    |    | 1  |    |    |    |    |    |    | 1      | Estádio Chung Cheng                     |
| Raquetebol              |    |    |    |    |    |    |    | 2  |    |    |    | 2      | Estádio Chung Cheng                     |
| Rugby sevens            |    |    |    |    |    |    |    |    |    | 1  |    | 1      | World Games Stadium                     |
| Softbol                 |    |    |    |    | 1  |    |    |    |    |    |    | 1      | Estádio Lide de Baseball                |
| Squash                  |    |    |    |    |    |    |    |    | 2  |    |    | 2      | Estádio Chung Cheng                     |
| Tchoukball              |    |    |    |    |    |    |    |    |    |    | 2  | 2      | Ginásio NKNU                            |
| Artes marciais          |    |    |    |    |    |    |    |    |    |    |    |        |                                         |
| Caratê                  |    |    |    |    |    |    |    |    |    | 7  | 6  | 13     | Ginásio NSYSU                           |
| Jiu-jitsu               |    |    |    |    |    | 5  | 5  |    |    |    |    | 10     | Ginásio NSYSU                           |
| Sumô                    |    | 6  | 2  |    |    |    |    |    |    |    |    | 8      | Ginásio da Escola Kaohsiung             |
| Wushu                   |    |    |    |    |    |    |    | 2  | 11 |    |    | 13     | Ginásio Kaohsiung County                |
| Esportes de precisão    |    |    |    |    |    |    |    |    |    |    |    |        |                                         |
| Bilhar                  |    |    |    |    |    |    |    |    |    |    | 4  | 4      | Estádio Chung Cheng                     |
| Boliche                 |    |    |    |    | 1  |    | 2  |    |    |    |    | 3      | Happy Bowling Center                    |
| Boules                  |    |    |    |    |    |    | 8  |    |    |    |    | 8      | Parque Memorial dos 228                 |
| Tiro com arco           |    |    |    |    |    |    |    |    |    |    | 6  | 6      | Lago Chengcing                          |
| Esportes de força       |    |    |    |    |    |    |    |    |    |    |    |        |                                         |
| Cabo de guerra          |    |    | 1  | 2  |    |    |    |    |    |    |    | 3      | Escola NSYSU Guo-Guang                  |
| Fisiculturismo          |    |    |    | 7  |    |    |    |    |    |    |    | 7      | Centro Cultural Jhihde Hall             |
| Levantamento de peso    |    |    |    |    |    |    |    |    |    | 5  | 3  | 8      | NSYSU Hall                              |
| Esportes de orientação  |    |    |    |    |    |    |    |    |    |    |    |        |                                         |
| Barco Dragão            |    | 2  | 2  |    |    |    |    |    |    |    |    | 4      | Represa de Lotus                        |
| Escalada                |    |    | 2  | 2  |    |    |    |    |    |    |    | 4      | Escola Shoushan                         |
| Esqui aquático          |    |    |    |    |    |    |    |    |    | 4  | 2  | 6      | Represa de Lotus                        |
| Hóquei sobre patins     |    |    |    |    |    |    |    |    |    |    | 1  | 1      | Ginásio da Univ. I-Shou                 |
| Natação com nadadeiras  |    |    |    |    |    |    |    | 5  | 5  |    |    | 10     | Parque Aquático de Kaohsiung            |
| Orientação              |    | 2  | 2  | 1  |    |    |    |    |    |    |    | 5      | Museu de Belas Artes / Lago Chengcing   |
| Paraquedismo            |    |    |    |    |    | 5  |    |    |    |    |    | 5      | Parque Metropolitano de Kaoshiung       |
| Patinação de velocidade |    | 4  | 4  | 2  |    |    |    |    |    |    |    | 10     | Rinque Yangming                         |
| Salvamento              |    |    |    |    |    |    |    | 4  | 4  | 6  |    | 14     | Pq. aq. de Kaohsiung / Baía de Sizihwan |
| Ultimate frisbee        |    |    |    |    |    | 1  |    |    |    |    |    | 1      | World Games Stadium                     |
| Finais                  | 0  | 16 | 17 | 14 | 8  | 16 | 23 | 13 | 25 | 28 | 24 | 184    |                                         |

## Quadro de medalhas
País sede destacado.
| Ordem | País           | Medalha de ouro | Medalha de prata | Medalha de bronze |    |  |
| ----- | -------------- | --------------- | ---------------- | ----------------- | -- |  |
| 1     | Rússia         | 19              | 13               | 15                | 47 |  |
| 2     | Itália         | 17              | 11               | 13                | 41 |  |
| 3     | China          | 14              | 10               | 5                 | 29 |  |
| 4     | Estados Unidos | 13              | 8                | 5                 | 26 |  |
| 5     | França         | 10              | 15               | 13                | 38 |  |
| 6     | Ucrânia        | 9               | 12               | 10                | 31 |  |
| 7     | Taipé Chinesa  | 9               | 8                | 8                 | 25 |  |
| 8     | Alemanha       | 6               | 6                | 10                | 22 |  |
| 9     | Coreia do Sul  | 6               | 3                | 5                 | 14 |  |
| 10    | Austrália      | 5               | 10               | 5                 | 20 |  |
|       |                |                 |                  |                   |    |  |
| 16    | Brasil         | 3               | 2                | 3                 | 8  |  |
|       |                |                 |                  |                   |    |  |
| 43    | Portugal       |                 | 2                |                   | 2  |  |